# Sentimental
Sentimental is een Spaanse film uit 2020, geschreven en geregisseerd door Cesc Gay.

## Verhaal
Julio en Ana zijn al lang samen, maar tegenwoordig brengen ze hun tijd door met ruziemaken. Vanavond heeft Ana besloten hun bovenburen, Salva en Laura uit te nodigen om te komen eten. Julio heeft er geen goed woord voor over, want hij ergert zich aan het gekreun dat zijn buren maken als ze seks met elkaar hebben. Gedurende de avond worden verschillende geheimen onthuld, en krijgen Julio en Ana een ongebruikelijk en verrassend voorstel.

## Rolverdeling
- Belén Cuesta - Laura
- Javier Cámara - Julio
- Alberto San Juan - Salva
- Griselda Siciliani - Ana

## Ontvangst

### Prijzen en nominaties
Een selectie:
| Jaar | Prijs                           | Categorie                | Genomineerde       | Resultaat   |
| ---- | ------------------------------- | ------------------------ | ------------------ | ----------- |
| 2021 | Premios Goya (35ste uitreiking) | Beste film               | Sentimental        | Genomineerd |
| 2021 | Premios Goya (35ste uitreiking) | Beste acteur             | Javier Cámara      | Genomineerd |
| 2021 | Premios Goya (35ste uitreiking) | Beste mannelijke bijrol  | Alberto San Juan   | Gewonnen    |
| 2021 | Premios Goya (35ste uitreiking) | Beste debuterend actrice | Griselda Siciliani | Genomineerd |
| 2021 | Premios Goya (35ste uitreiking) | Beste bewerkt scenario   | Cesc Gay           | Genomineerd |